# Vagabond Heart
Vagabond Heart — музичний альбом Рода Стюарта. Виданий 25 березня 1991 року лейблом Warner Bros. Records. Загальна тривалість композицій становить 54:14. Альбом відносять до напрямку рок, поп.
Альбом досягав першої сходинки в австралійському чарті.

## Список пісень
1. «Rhythm of My Heart»
2. «Rebel Heart»
3. «Broken Arrow»
4. «It Takes Two»
5. «When a Man's in Love»
6. «You Are Everything»
7. «The Motown Song»
8. «Go Out Dancing»
9. «No Holding Back»
10. «Have I Told You Lately»
11. «Moment of Glory»
12. «If Only»